# 天主教库尔教区
天主教庫爾教區（拉丁語：Dioecesis Curiensis）是瑞士一個羅馬天主教教區，直屬聖座。此教區設於5世紀。
範圍包括格拉魯斯州、格勞賓登州、蘇黎世州、下瓦爾登州和烏里州。2011年，有686,660名教友，估轄區總人口38.8%，有308個堂區、590名司鐸、52名終身執事、345名修士、908名修女。
教區主教現時出缺，宗座署理為伯多祿·比爾歇爾，輔理主教為瑪利亞諾·埃萊甘蒂。榮休主教為未圖·汪德，榮休輔理主教為伯多祿·亨里齊和保祿·福爾馬爾。
1847年4月8日聖加侖教區分出。這個教區的列支敦士登總鐸區於1997年12月2日成為瓦都茲總教區。

庫爾教區管轄範圍圖